# Любовная история (фильм, 1991)
«Любовная история» (англ. Love) — индийский фильм-драма, снятый в на языке хинди и вышедший в прокат 15 ноября 1991 года. Главные роли исполнили Салман Хан и Ревати. Является ремейком блокбастера Prema, снятого на телугу в 1989 году.

## Сюжет
Притхви (Салман Хан) по характеру и по образу жизни одиночка. В возрасте девяти лет он остаётся без матери, после чего убивает своего отца за жестокое обращение с ней. С тех пор люди избегают его, и он тоже не хочет иметь ни с кем ничего общего. Он никак не может избавиться от своих психологических проблем и очень быстро теряет самообладание, особенно при упоминании о своих родителях. Единственная его любовь — его музыка. Случайно он при различных обстоятельствах встречается с девушкой по имени Мэгги Пинто (Ревати) и со временем влюбляется в неё. Ей удаётся превратить его в жизнелюбивого человека, и они собираются пожениться. Но мать Мэгги даже слышать не хочет об этом браке из-за криминального прошлого Притхви. Влюблённые начинают борьбу за своё счастье.